# Cadenas de amor
Cadenas de amor é uma telenovela mexicana, produzida pela Televisa e a Colgate-Palmolive, cuja exibição ocorreu em 1959 pelo Telesistema Mexicano.

## Elenco
- Ofelia Guilmáin - Ana María
- Aldo Monti - Alfredo
- Angelines Fernández - Irma
- Maruja Grifell
- María Idalia - Tina
- Antonio Passy - Federico
- Antonio Raxel
- Violet Gabriel
- Antonio Racksed